# Eder Pacheco
Eder Pacheco, (nacido el 23 de julio de 1977 en Dois Vizinhos, Brasil) es un exfutbolista brasileño naturalizado mexicano que jugaba en la posición de delantero. Pasó la mayoría de su carrera en la Liga de Ascenso (segunda división mexicana), aunque también ha participado dos veces en la Primera División de México con los clubes Monarcas Morelia, Puebla FC, Club León y actualmente está retirado.

## Carrera
Eder Pacheco ha jugado en México desde el año 2007, empezó en el equipo Mérida FC de la Liga de Ascenso, anotando 5 goles en sus primeros 6 meses, después fue transferido a Monarcas Morelia donde tuvo su primera experiencia en Primera División pero no realizó anotaciones, y un año después regresó al club Mérida FC, anotando 3 goles en 6 meses.
En 2008 fue transferido a los Lobos de la BUAP donde tuvo poca participación, con 4 partidos y un gol, pero nuevamente logró integrarse a un equipo de Primera División de México, al integrarse al Puebla FC en el año 2009 e igualmente tuvo 4 partidos y un gol. 
Posteriormente, en la temporada 2009-2010 regresó a la Liga de Ascenso con los Lobos de la BUAP, equipo en el que jugó toda una temporada y donde anotó 9 goles en 33 juegos. En el año 2010 fue transferido por 6 meses a los Alacranes de Durango, jugando 11 partidos y anotando 8 goles. A principios de 2011 jugó con los Tiburones Rojos de Veracruz, participando en 14 partidos y anotando 5 goles. 
Para el Apertura 2011 fue fichado por el Club León, en donde marcó 8 goles en ese torneo sólo en la fase regular y otros 4 en Liguilla, a la que se llegó hasta semifinales. Ya para el siguiente Torneo se llegó a jugar la Final, ganando el título asegurando así, jugar la Final de Ascenso, en la cual tuvo participación para la vuelta, anotando un gol y generando una asistencia a pesar de haber tenido menos participación que el anterior Apertura. Finalmente logró ascender con León aunque ya no fue considerado para jugar en Primera División. En total con el León jugó 29 partidos y marcó 16 goles.
Al finalizar el 2015 es dado de baja por no entrar en planes por el club Correcaminos fue una gran perdida para el club.

## Clubes
| Club                        | País   | Año         |
| --------------------------- | ------ | ----------- |
| Fluminense                  | Brasil | —           |
| Ponte Preta                 | Brasil | —           |
| Vila Nova                   | Brasil | —           |
| Mérida FC                   | México | 2007        |
| Monarcas Morelia            | México | 2007 - 2008 |
| Mérida FC                   | México | 2008        |
| Lobos de la BUAP            | México | 2008        |
| Puebla FC                   | México | 2009        |
| Lobos de la BUAP            | México | 2009 - 2010 |
| Alacranes de Durango        | México | 2010        |
| Tiburones Rojos de Veracruz | México | 2011        |
| Club León                   | México | 2011 - 2012 |
| Correcaminos de la UAT      | México | 2012 - 2014 |
| Coras de Tepic              | México | 2014 - 2015 |
| Correcaminos de la UAT      | México | 2015 - 2016 |

## Palmarés

### Distinciones individuales
- Campeón de goleo: Alacranes de Durango en el Torneo Apertura 2010 Liga de Ascenso, con 13 goles.[1]